# Grecja na Zimowych Igrzyskach Olimpijskich 2014
Grecję na Zimowych Igrzyskach Olimpijskich 2014 reprezentowało siedmioro zawodników – pięciu mężczyzn i dwie kobiety.

## Skład reprezentacji

### Biegi narciarskie

#### Kobiety
| Zawodnik         | Konkurencja | Czas    | Pozycje |
| ---------------- | ----------- | ------- | ------- |
| Panajota Tsakiri | Sprint      | 3:02,75 | 64.     |

#### Mężczyźni
| Zawodnik          | Konkurencja | Czas    | Pozycje |
| ----------------- | ----------- | ------- | ------- |
| Apostolos Angelis | sprint      | 4:01,87 | 74.     |

### Narciarstwo alpejskie

#### Kobiety
| Zawodniczka | Konkurencja   | Zjazd   | Slalom  | Czas łączny | Pozycje |
| ----------- | ------------- | ------- | ------- | ----------- | ------- |
| Sofia Rali  | Slalom gigant | 1:33,63 | 1:32,84 | 3:06,47     | 58.     |
| Sofia Rali  | Slalom        | 1:05,20 | 1:01,57 | 2:06,77     | 38.     |

#### Mężczyźni
| Zawodnik                | Konkurencja      | Czas 1. przejazdu | Czas 2. przejazdu | Czas łączny     | Pozycje         |
| ----------------------- | ---------------- | ----------------- | ----------------- | --------------- | --------------- |
| Kostas Sykaras          | supergigant      |                   |                   | 1:26,32         | 51.             |
| Massimiliano Valcareggi | supergigant      |                   |                   | Dyskwalifikacja | Dyskwalifikacja |
| Kostas Sikaras          | Slalom gigant    | 1:30,75           | 1:31,58           | 3:02,33         | 52.             |
| Massimiliano Valcareggi | Slalom gigant    | 1:30,72           | 1:33,64           | 3:04,36         | 54.             |
| Kostas Sykaras          | Slalom specjalny | 57,83             | 1:06,25           | 2:04,08         | 35.             |
| Massimiliano Valcareggi | Slalom specjalny | 58,97             | 106,75            | 2:05,72         | 37.             |

### Skeleton

#### Mężczyźni
| Zawodnik            | Ślizg 1 | Ślizg 2 | Ślizg 3 | Ślizg 4                          | Łącznie | Pozycja |
| ------------------- | ------- | ------- | ------- | -------------------------------- | ------- | ------- |
| Aleksandros Kefalas | 58,20   | 58,33   | 58,22   | Nie zakwalifikował się do slizgu | 2:54,75 | 23.     |

### Skoki narciarskie

#### Mężczyźni
| Skoczek             | Konkurencja              | Kwalifikacje | Kwalifikacje | Skok 1                    | Skok 1                    | Skok 2                    | Skok 2                    | Nota | Pozycja |
| Skoczek             | Konkurencja              | odległość    | Nota         | odległość                 | Nota                      | odległość                 | Nota                      | Nota | Pozycja |
| ------------------- | ------------------------ | ------------ | ------------ | ------------------------- | ------------------------- | ------------------------- | ------------------------- | ---- | ------- |
| Nikos Polichronidis | Skocznia normalna HS-106 | 83,5         | 85,0         | Nie awansował do konkursu | Nie awansował do konkursu | Nie awansował do konkursu | Nie awansował do konkursu | 85,0 | 58.     |
| Nikos Polichronidis | Skocznia duża K-140      | 107,5        | 74,7         | Nie awansował do konkursu | Nie awansował do konkursu | Nie awansował do konkursu | Nie awansował do konkursu | 74,7 | 57.     |